# Telquines
Os telquines (em grego clássico: Τελχίνες), na mitologia grega, eram demônios marinhos, 9 filhos ao todo de Ponto com Tálassa, que tinham cabeça de cachorro, os corpos eram lisos e negros como o dos mamíferos marinhos, com pernas curtas e grossas, que eram meio nadadeiras, meio pés, e mãos semelhantes às de humanos, com garras afiadas. 
Em algumas versões do mito de Posídon, foram eles os criadores do tridente do deus do mar, e não os ciclopes. Mas quando começaram a utilizar magia negra foram lançados ao Tártaro por Zeus.
Em outros mitos, há relatos de que eram imunes a magia, mesmo de Hécate.
Hália, irmã dos telquines, foi amada por Posídon, com quem teve seis filhos homens e uma filha, Rode, que deu nome à ilha de Rodes.

## Possiveis Nomes dos 9 Telquines (antigas cidades da Ilha de Rodes)
Camiros (antiga cidade de Rodes)
Lalysus
Lindos
??
??
??
??